# Kroyerina scottorum
Kroyerina scottorum är en kräftdjursart som beskrevs av R. Cressey 1970. Kroyerina scottorum ingår i släktet Kroyerina och familjen Kroyeriidae. Inga underarter finns listade i Catalogue of Life.